# ジョージ・スペンサー＝チャーチル (第8代マールバラ公)
第8代マールバラ公爵ジョージ・チャールズ・スペンサー＝チャーチル（George Charles Spencer-Churchill, 8th Duke of Marlborough, DL, 1844年5月13日 - 1892年11月9日）は、イギリスの政治家、貴族。
父が爵位を継承する1857年まではサンダーランド伯爵（Earl of Sunderland）、1857年から自身が爵位を継承する1883年まではブランドフォード侯爵（Marquess of Blandford）の儀礼称号を使用した。

## 経歴
マールバラ公爵家の跡取りであるブランドフォード侯爵ジョン・スペンサ＝チャーチル（後の第7代マールバラ公爵）とその妻であるフランセス・アン（第3代ロンドンデリー侯爵）の長男として生まれる。弟にランドルフ卿（後の首相ウィンストン・チャーチルの父）がいる。マールバラ公爵の嫡孫として生誕時よりサンダーランド伯爵の儀礼称号をもっており、父がマールバラ公爵位を継いだ1857年にはブランドフォード侯爵の儀礼称号を継承した。
1869年に初代アバコーン公爵ジェームズ・ハミルトンの娘アルバーサ嬢と結婚。しかし彼女はあまりに無邪気すぎ（少し頭が弱かったようである）、子供じみた悪戯をしかけてばかりだった。ブランドフォード侯爵も彼女との結婚生活にうんざりするようになり、やがてエイルズフォード伯爵夫人エディスと浮気するようになった。だが彼女は皇太子アルバート・エドワード（愛称バーティ）の愛人だったので、英領インドから戻ったバーティとエイルズフォード伯爵は二人の関係を知って驚き、ブランドフォード侯爵を批判した。ブランドフォード侯爵は弟ランドルフ卿にこの件を相談したが、ランドルフ卿は皇太子に脅迫の手紙を送って騒動を余計に拡大させた。この一件で元々芳しくなかったマールバラ公爵家の評判は更に悪くなったという。結局アルバーサとは離婚することになった。
1871年2月9日に弟ランドルフ卿とともにフリーメイソンのチャーチル・ロッジ(Churchill Lodge)に加入している。
1883年に父の死でマールバラ公爵位を継承し、貴族院議員に列する。しかし父の代と同様に家計の逼迫は続き、ブレナム宮殿に飾られている価値ある絵画はほとんどすべて売却することを余儀なくされた。爵位を継承してから間もなくアメリカ人富豪の娘リリアン・プライスと再婚している。彼女の実家からの金銭援助を期待してのものだった。
1892年に死去した。

## 栄典

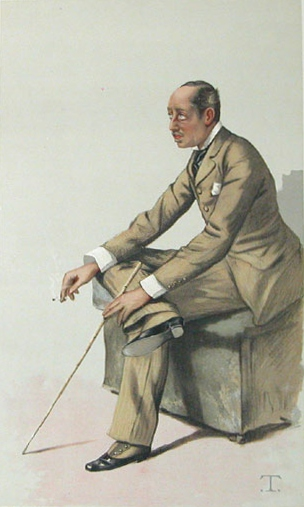
1881年、『バニティ・フェア』誌の描いたマールバラ公の似顔絵

### 爵位
- 1883年、第8代マールバラ公爵（1702年創設イングランド貴族爵位）[2]
- 1883年、第8代ブランドフォード侯爵（1702年創設イングランド貴族爵位）[2]
- 1883年、第10代サンダーランド伯爵（1643年創設イングランド貴族爵位）[2]
- 1883年、第8代マールバラ伯爵（1689年創設イングランド貴族爵位）[2]
- 1883年、第12代ウォームレイトンのスペンサー男爵（1603年創設イングランド貴族爵位）[2]
- 1883年、第8代サンドリッジのチャーチル男爵（1685年創設イングランド貴族爵位）[2]

### 名誉職
- オックスフォードシャー副統監（DL）[2]

## 子女
先妻アルバーサ嬢との間に以下の4子を儲けた。
- 第1子（長女）フランセス・ルイーザ・スペンサー＝チャーチル嬢（1870年-1954年）
- 第2子（長男）第9代マールバラ公チャールズ・スペンサー＝チャーチル（1871年-1934年）
- 第3子（次女）リリアン・マウド・スペンサー＝チャーチル嬢（1873年-1951年）
- 第4子（三女）ノラ・ベアトリス・ヘンリエッタ・スペンサー＝チャーチル嬢（1875年-1946年）